# 宽叶独行菜
宽叶独行菜（学名：Lepidium latifolium）是十字花科独行菜属的植物。分布于亚洲、欧洲、远东、非洲以及中国大陆的西藏、内蒙古等地，生长于海拔1,800米至4,250米的地区，常生于田边、山坡、村旁或盐化草甸，目前尚未由人工引种栽培。

## 异名
- Lepidium latifolium L. var. affine C. A. Mey.